# Milhouse Van Houten
Milhouse Mussolini Van Houten è un personaggio della serie televisiva animata I Simpson, creata da Matt Groening. Egli è il migliore amico di Bart Simpson fin dall'infanzia ed essendo molto ingenuo e insicuro tende a seguirlo come un'ombra senza metterne in discussione le decisioni e non curandosi delle conseguenze delle loro azioni.
Milhouse è stato creato da Matt Groening per gli spot dello snack Butterfinger con protagonista Bart, e successivamente incluso nella serie televisiva. Il nome del personaggio invece è un riferimento al nome completo di Richard Nixon, il cui secondo nome era Milhous; Groening lo scelse perché riteneva fosse il nome peggiore da dare a un bambino.

## Il personaggio
È l'unico figlio di Kirk e Luann Van Houten. Ha una miopia estrema e per questo porta degli occhiali rossi molto spessi. Ha i capelli blu e un naso pronunciato. Nonostante sia considerato un secchione, Milhouse è di intelligenza media e socialmente è molto ingenuo e sensibile. È il miglior amico di Bart Simpson, con cui condivide la passione per i videogiochi, i fumetti e gli scherzi, che però lo tratta quasi più come una spalla, considerandolo molto raramente un suo pari e usando semmai il suo carattere e la maggiore sicurezza per sfruttare Milhouse. D'altro canto, quest'ultimo è totalmente dipendente da Bart e fa qualsiasi cosa egli gli dica.
Spesso è vittima degli scherzi dell'amico: in una puntata, ad esempio, Bart lo segnala all'F.B.I. come pericoloso criminale, e Milhouse si trova ad affrontare una scena identica a quella del film Il fuggitivo in cui Harrison Ford, per sfuggire a Tommy Lee Jones, è costretto a gettarsi dalla condotta di una diga. È inoltre una delle vittime preferite di Nelson Muntz e degli altri bulli della scuola. A Milhouse piace da sempre la sorella di Bart, Lisa, ma lei non contraccambia anche se egli non demorde, sebbene nell'episodio 19 della sesta stagione venga sottinteso che i due in futuro finiranno a letto insieme, e in un altro episodio si scopre che la giovane Simpson ha un debole per lui, al punto di baciarlo sulle labbra, dopo aver messo fine a una sua relazione con Taffy, una ragazzina popolare di quinta elementare. Storicamente molto sfortunato con le ragazze, Milhouse ha tuttavia avuto un paio di storie romantiche: con Samantha Puzzatta, in L'amico di Bart s'innamora, e successivamente Greta Wolfcastle, figlia di Rainer Wolfcastle. In una puntata diventa una star venendo scelto come spalla del protagonista del film l'Uomo Radioattivo, in qualità di Ragazzo Ionico, pellicola tratta da un fumetto chiaramente ispirato a Batman. Interpretare tale ruolo (che era il sogno di Bart) gli peserà molto, tanto da portarlo a cercare una fuga disperata dal set.
In più di un episodio viene messo in evidenza come Milhouse sia un ragazzino debole e insicuro che preferisce i divertimenti femminili (tra cui i giocattoli di My Little Pony). Per via del suo carattere debole e la sua goffaggine, non viene molto considerato dagli altri bambini (non ha nessun amico tranne Bart che però lo sfrutta e lo maltratta) e persino dagli adulti, in particolare Homer Simpson, che lo definisce una "schiappa". Perfino Marge lo considera un ragazzino disturbato e Lisa respinge sempre le sue avance. Nonostante questo Bart è molto affezionato a Milhouse e finisce sempre col sentire la sua mancanza quando non può più frequentarlo.
Gli altri bambini lo vedono come un "perdente" ed è la vittima degli scherzi, delle prese in giro e degli abusi non solo dei bulli Nelson, Secco, Spada e Patata ma anche di tutta la scuola. Non sono rare, infatti, le occasioni in cui Milhouse viene umiliato o si mortifica da solo di fronte all'intera scuola e viene deriso pubblicamente da tutti. Perfino gli insegnanti lo prendono in giro e lo considerano una nullità, senza preoccuparsi di mascherare la cosa. Nemmeno ai suoi stessi genitori sembra importare granché di lui. È uno dei personaggi più sfortunati della serie, e subisce spesso infortuni o maltrattamenti.
È di origini olandesi dal lato del padre, ma ha origini italiane dal lato della madre: sua nonna Sofia è siciliana, ma vive in Toscana. La madre di Milhouse proviene da Shelbyville. Nell'episodio 20 della ventiseiesima stagione, Su puoi salire tu, nonno, Milhouse afferma che i suoi genitori sono cugini, mentre nell'episodio "BaseBART" della 22ª stagione crede che i suoi genitori siano fratello e sorella. In un episodio viene rivelato che in realtà Milhouse non ha le sopracciglia, e che ne porta delle finte (esattamente come sua madre). In una puntata, quando i Simpson escono da Springfield, si vede un cartello con su scritto "Benvenuti a Springfield, terra di nascita di Milhouse".
Nell'episodio Il peggior episodio mai visto, Milhouse sostiene di essere più giovane di tre mesi d'età rispetto a Bart.